# Antonio Folco
Antonio Folco, né le 4 octobre 1906 et mort le 28 juin 1983 à Carmagnole, est un coureur cycliste italien.

## Biographie
Professionnel de 1932 à 1937, il a gagné une étape du Tour d'Italie en 1935 et le Tour du Piémont en 1933.

## Palmarès
- 1931
  - Coppa Val Maira
  - 3e de Milan-Turin
- 1932
  - 3e du Giro del Sestriere
- 1933
  - Tour du Piémont :
    - Classement général
    - 5e et 6e étapes

  - Giro del Sestriere
  - Coppa Catene Regina
  - 3e de Milan-Turin
- 1935
  - 5eb étape du Tour d'Italie

## Résultats sur les grands tours

### Tour de France
1 participation
- 1934 : 39e et lanterne rouge

### Tour d'Italie
5 participations
- 1932 : 44e
- 1933 : 11e
- 1935 : 14e, vainqueur de la 5eb étape
- 1936 : abandon (9e étape)
- 1937 : abandon (11eb étape)